# Hyundai Accent WRC
Der Hyundai Accent WRC war ein von der Hyundai Motor Company für die Rallye-Weltmeisterschaft 2000 entwickeltes Rallye-Fahrzeug auf Basis des Hyundai Accent. Das Auto hatte einen turbogeladenen 2,0-Liter-Vierzylindermotor.

## Beschreibung
Erstmals eingesetzt wurde der Wagen bei der Rallye Schweden im Winter 2000. Beste Platzierung in der ersten Saison war der 4. Platz bei der Rallye Australien, der aber dem Team nicht zu dem erwarteten Erfolg verhalf. Denn zum Ende der Saison erzielte Hyundai in der Teamwertung nur Rang sechs von sieben. Das spiegelte sich auch in der Fahrerwertung wider, denn nur der Schwede Kenneth Eriksson erreichte Punkte für die Wertung. Die Saison der Rallye-Weltmeisterschaft 2001 wurde etwas erfolgreicher, es reichte aber wieder nur für den sechsten Platz in der Herstellerwertung. In der Saison der Rallye-Weltmeisterschaft 2002 nahm Hyundai mit dem Accent an jedem Saisonlauf teil und erreichte Platz 4 in der Herstellerwertung. Vertragsschwierigkeiten mit Motorsport Development führten dazu, dass Hyundai die Teilnahme an der Rallye-Weltmeisterschaft 2003 mitten in der Rallye Sanremo vorzeitig beenden musste.
Einige der 25 hergestellten Chassis wurden an Privatteams weitergegeben und für Rallye Meisterschaften abseits der Rallye-Weltmeisterschaft benutzt.
Ein Hyundai Accent WRC ist in den Videospielen Richard Burns Rallye, Gran Turismo und der Spielserie World Rally Championship zu sehen.

## Technische Daten
|                        | 2.0 Liter                                                |
| ---------------------- | -------------------------------------------------------- |
| Produktionszeitraum    | 2000–2003                                                |
| Motordaten             |                                                          |
| Lage                   | vorne, quer                                              |
| Hubraum                | 1998 cm³                                                 |
| Aufladung              | Turbolader                                               |
| Zylinder               | 4                                                        |
| Ventile                | 16                                                       |
| Bohrung × Hub          | 84 × 90                                                  |
| Kompressionsverhältnis | 9,2 : 1                                                  |
| Leistung               | 224 kW bei 5300/min                                      |
| Drehmoment             | 520 Nm bei 3500/min                                      |
| Kraftübertragung       |                                                          |
| Antrieb                | permanenter Allradantrieb                                |
| Differentialgetriebe   | 50 % – 50 % Drehmomentverteilung                         |
| Getriebe               | Längs eingebautes sequentielles Sechsganggetriebe        |
| Kupplung               | Dreischeibenkupplung aus Kohlenstoff, 140 mm Durchmesser |
| Fahrwerk               |                                                          |
| Federung               | MacPherson-Federbeine, Querlenker                        |
| Bremsen vorne          | innenbelüftete Bremsscheiben, 368 mm Ø                   |
| Bremsen hinten         | innenbelüftete Bremsscheiben, 304 mm Ø                   |
| Chassis                | Monocoque-Stahlkonstruktion                              |
| Räder                  | 8" × 18"                                                 |
| Reifen                 | Michelin                                                 |

## Platzierungen WRC
| Rallye                | Fahrer           | Platzierung |
| --------------------- | ---------------- | ----------- |
| Rallye Schweden       | Alister McRae    | 14.         |
| Rallye Schweden       | Kenneth Eriksson | 13.         |
| Rallye Portugal       | Alister McRae    | DNF         |
| Rallye Portugal       | Kenneth Eriksson | DNF         |
| Rallye Katalonien     | Alister McRae    | DNF         |
| Rallye Katalonien     | Kenneth Eriksson | 23.         |
| Rallye Argentinien    | Alister McRae    | 7.          |
| Rallye Argentinien    | Kenneth Eriksson | 8.          |
| Rallye Akropolis      | Alister McRae    | DNF         |
| Rallye Akropolis      | Kenneth Eriksson | DNF         |
| Rallye Neuseeland     | Alister McRae    | DNF         |
| Rallye Neuseeland     | Kenneth Eriksson | 5.          |
| Rallye Finnland       | Michael Guest    | 30.         |
| Rallye Finnland       | Alister McRae    | 9.          |
| Rallye Finnland       | Kenneth Eriksson | 5.          |
| Rallye Korsika        | Alister McRae    | 12.         |
| Rallye Korsika        | Kenneth Eriksson | DNF         |
| Rallye Sanremo        | Michael Guest    | DNF         |
| Rallye Sanremo        | Alister McRae    | 16.         |
| Rallye Sanremo        | Kenneth Eriksson | 45.         |
| Rallye Australien     | Michael Guest    | DNF         |
| Rallye Australien     | Alister McRae    | DNF         |
| Rallye Australien     | Kenneth Eriksson | 4.          |
| Rallye Großbritannien | Alister McRae    | 11.         |
| Rallye Großbritannien | Kenneth Eriksson | DNF         |

| Rallye                | Fahrer           | Platzierung |
| --------------------- | ---------------- | ----------- |
| Rallye Monte Carlo    | Alister McRae    | 7.          |
| Rallye Monte Carlo    | Piero Liatti     | DNF         |
| Rallye Schweden       | Alister McRae    | DNF         |
| Rallye Schweden       | Kenneth Eriksson | 8.          |
| Rallye Portugal       | Alister McRae    | 6.          |
| Rallye Portugal       | Kenneth Eriksson | 7.          |
| Rallye Katalonien     | Alister McRae    | 11.         |
| Rallye Katalonien     | Piero Liatti     | DNF         |
| Rallye Argentinien    | Alister McRae    | 9.          |
| Rallye Argentinien    | Kenneth Eriksson | DNF         |
| Rallye Zypern         | Piero Liatti     | DNF         |
| Rallye Zypern         | Alister McRae    | 7.          |
| Rallye Zypern         | Kenneth Eriksson | DNF         |
| Rallye Akropolis      | Alister McRae    | 15.         |
| Rallye Akropolis      | Kenneth Eriksson | DNF         |
| Rallye Finnland       | Alister McRae    | 13.         |
| Rallye Finnland       | Kenneth Eriksson | 12.         |
| Rallye Finnland       | Juha Kankkunen   | DNF         |
| Rallye Neuseeland     | Alister McRae    | 9.          |
| Rallye Neuseeland     | Kenneth Eriksson | 10.         |
| Rallye Sanremo        | Alister McRae    | DNF         |
| Rallye Sanremo        | Piero Liatti     | DNF         |
| Rallye Korsika        | Alister McRae    | 9.          |
| Rallye Korsika        | Piero Liatti     | 8.          |
| Rallye Australien     | Alister McRae    | 10.         |
| Rallye Australien     | Kenneth Eriksson | 12.         |
| Rallye Großbritannien | Alister McRae    | 4.          |
| Rallye Großbritannien | Kenneth Eriksson | 6.          |
| Rallye Großbritannien | Piero Liatti     | DNF         |

| Rallye                | Fahrer         | Platzierung |
| --------------------- | -------------- | ----------- |
| Rallye Monte Carlo    | Freddy Loix    | DNF         |
| Rallye Monte Carlo    | Armin Schwarz  | DNF         |
| Rallye Schweden       | Juha Kankkunen | 8.          |
| Rallye Schweden       | Freddy Loix    | DNF         |
| Rallye Schweden       | Armin Schwarz  | DNF         |
| Rallye Korsika        | Tomasz Kuchar  | DNF         |
| Rallye Korsika        | Freddy Loix    | 9.          |
| Rallye Korsika        | Armin Schwarz  | 13.         |
| Rallye Katalonien     | Freddy Loix    | 10.         |
| Rallye Katalonien     | Armin Schwarz  | 16.         |
| Rallye Zypern         | Tomasz Kuchar  | 14.         |
| Rallye Zypern         | Juha Kankkunen | DNF         |
| Rallye Zypern         | Freddy Loix    | DNF         |
| Rallye Zypern         | Armin Schwarz  | 7.          |
| Rallye Argentinien    | Juha Kankkunen | 7.          |
| Rallye Argentinien    | Freddy Loix    | DNF         |
| Rallye Argentinien    | Armin Schwarz  | DNF         |
| Rallye Akropolis      | Juha Kankkunen | DNF         |
| Rallye Akropolis      | Freddy Loix    | DNF         |
| Rallye Akropolis      | Armin Schwarz  | 9.          |
| Rallye Safari         | Juha Kankkunen | 8.          |
| Rallye Safari         | Freddy Loix    | DNF         |
| Rallye Safari         | Armin Schwarz  | DNF         |
| Rallye Finnland       | Juha Kankkunen | DNF         |
| Rallye Finnland       | Freddy Loix    | 9.          |
| Rallye Finnland       | Armin Schwarz  | 13.         |
| Rallye Deutschland    | Freddy Loix    | DNF         |
| Rallye Deutschland    | Armin Schwarz  | DNF         |
| Rallye Sanremo        | Freddy Loix    | 28.         |
| Rallye Sanremo        | Armin Schwarz  | DNF         |
| Rallye Neuseeland     | Juha Kankkunen | 5.          |
| Rallye Neuseeland     | Freddy Loix    | 6.          |
| Rallye Neuseeland     | Armin Schwarz  | 10.         |
| Rallye Australien     | Juha Kankkunen | DNF         |
| Rallye Australien     | Freddy Loix    | DNF         |
| Rallye Australien     | Armin Schwarz  | DNF         |
| Rallye Großbritannien | Juha Kankkunen | 9.          |
| Rallye Großbritannien | Freddy Loix    | 8.          |
| Rallye Großbritannien | Armin Schwarz  | DNF         |

| Rallye             | Fahrer         | Platzierung |
| ------------------ | -------------- | ----------- |
| Rallye Monte Carlo | Freddy Loix    | DNF         |
| Rallye Monte Carlo | Armin Schwarz  | 8.          |
| Rallye Schweden    | Jussi Välimäki | DNF         |
| Rallye Schweden    | Freddy Loix    | 10.         |
| Rallye Schweden    | Armin Schwarz  | 13.         |
| Rallye Türkei      | Freddy Loix    | 10.         |
| Rallye Türkei      | Armin Schwarz  | DNF         |
| Rallye Neuseeland  | Jussi Välimäki | DNF         |
| Rallye Neuseeland  | Freddy Loix    | DNF         |
| Rallye Neuseeland  | Armin Schwarz  | DNF         |
| Rallye Argentinien | Freddy Loix    | DNF         |
| Rallye Argentinien | Armin Schwarz  | DNF         |
| Rallye Akropolis   | Jussi Välimäki | DNF         |
| Rallye Akropolis   | Freddy Loix    | DNF         |
| Rallye Akropolis   | Armin Schwarz  | DNF         |
| Rallye Zypern      | Jussi Välimäki | DNF         |
| Rallye Zypern      | Freddy Loix    | DNF         |
| Rallye Zypern      | Armin Schwarz  | 7.          |
| Rallye Deutschland | Justin Dale    | 28.         |
| Rallye Deutschland | Manfred Stohl  | 18.         |
| Rallye Deutschland | Freddy Loix    | 11.         |
| Rallye Deutschland | Armin Schwarz  | 12.         |
| Rallye Finnland    | Jussi Välimäki | DNF         |
| Rallye Finnland    | Freddy Loix    | 10.         |
| Rallye Finnland    | Armin Schwarz  | 12.         |
| Rallye Australien  | Freddy Loix    | 8.          |
| Rallye Australien  | Armin Schwarz  | 13.         |